# Манастир Кончул
Манастир Кончул посвећен светом Николи (у народу познат као Никољача, понекад и као Казиновићи) се налази у селу Гњилица, на три километра од данашње Рашке.
Припада епархији Рашко-призренској Српске православне цркве и представља непокретно културно добро као споменик културе од великог значаја.

## Прошлост
Име манастира Кончул потиче из прасловенског језика од речи кончина, што значи крај, завршетак. Први пут се спомиње у Студеничком типику са почетка 13. века, а обновио га је Стефан Немања ((1166)1168—1196), тако да вероватно потиче из преднемањићког доба, као и оближња Стара Павлица. У њему се замонашио будући архиепископ и писац Данило II (1324—1337), а током владавине краља Милутина (1282—1321) манастир је постао седиште новоосноване Кончулске епископије. Свој највећи успон доживљава у 14. век и 15. веку, док за владавине Ђурђа Бранковића (1427—1456) у склопу манастира столује владика. Сматра се да је целокупан манастирски комплекс уништен након Великог бечког рата 1689. године и Велике сеобе Срба. На остацима старе цркве, подигнута је 1861. године нова црква која се махом држала основа првобитне цркве, изузев мале капеле на северном делу и параклиса.

## Предање
Данас је то манастир засеока Кончул, смештена левој обали Ибра. Народно предање говори да се првобитно налазила у самом селу Казновиће (у којем има остатака темеља цркве). Током једног пљачкашког напада на манастир, Бог је услишио молитве монаха, пренео манастир на другу обалу набујалог Ибра и спасао га од разбојника.

## Истраживање ископина
У раздобљу од 1975. до 1979. године, на простору некадашњег манастирског комплекса обављена су археолошка истраживања током којих је, између осталог, утврђено постојање некрополе која је старија од првобитне цркве. Истовремено су на целом простору вршени и рестаураторски радови, а од 1983. године се Кончул налази под заштитом државе Србије, као споменик културе од великог значаја.